# Martin Cullen
Martin Cullen (né le 2 novembre 1954) est un homme politique irlandais du Fianna Fáil qui est ministre des Arts, des Sports et du Tourisme de 2008 à 2010, ministre des Affaires sociales et familiales de 2007 à 2008, ministre des Transports de 2004 à 2007, ministre pour l'Environnement, le Patrimoine et les Gouvernements locaux de 2002 à 2004 et ministre d'État au ministère des Finances de 1997 à 2002. Il est Teachta Dála (TD) pour la circonscription de Waterford de 1987 à 1989 et de 1992 à 2010. Il est sénateur de 1989 à 1992, après avoir été nommé par le Taoiseach.

## Jeunesse et vie privée
Martin Cullen est né à Waterford en 1954. Il fait ses études au Waterpark College et au Regional Technical College de Waterford. Il est marié et père de quatre enfants – trois fils et une fille. Cependant, fin 2004, il déclare qu'il est séparé de son épouse, Dorthe.
Le père et le grand-père de Cullen ont été maire de Waterford, poste que Martin Cullen lui-même occupe en 1993-1994.
Cullen travaille comme directeur commercial pour une entreprise viticole avant de s'intéresser à la politique. Il est également directeur général des opérateurs de transport irlandais.

## Carrière politique
Cullen est l'un des 14 démocrates progressistes élus au Dáil Éireann aux élections générales de 1987, la première élection après la fondation du parti. Au cours de sa première période en tant que député, il est porte-parole de son parti pour le tourisme, les transports et les communications (1987-1988) et pour l'industrie et le commerce (1988-1989). Cullen perd son siège aux élections générales de 1989, mais est ensuite nommé par le Taoiseach au poste de Seanad Éireann. Entre-temps, il est élu au conseil municipal de Waterford, avant de revenir au Dáil aux élections générales de 1992.
L'année suivante, Cullen est nommé porte-parole du parti pour les entreprises et l'emploi. Il rejoint le Fianna Fáil en septembre 1994 .
En 1997, Cullen est nommé ministre d'État au ministère des Finances par le gouvernement de coalition Fianna Fáil – Démocrates progressistes qui prend ses fonctions après les élections générales. Il est chargé du Bureau des Travaux Publics où il améliore la réputation de ce département avec un certain nombre de projets de grande envergure, tels que Leinster House 2000 et l'achat du domaine Farmleigh à Edward Guinness.
Après la réélection du gouvernement en 2002, Cullen rejoint le Cabinet en tant que ministre de l'Environnement, du Patrimoine et des Gouvernements locaux. En tant que ministre responsable des élections, il hérite d'une décision du gouvernement précédent de passer à un système électronique qui a été testé par le gouvernement précédent. Cependant, une campagne médiatique érode la confiance du public dans le nouveau système, couplée à un désir de conserver l'ancien système papier. Le système électronique est finalement abandonné par le gouvernement. Il s'intéresse fortement aux politiques environnementales et lance la « campagne de course contre les déchets », qui a un impact considérable sur la manière dont les déchets domestiques sont triés et collectés.
Lors d'un remaniement ministériel en 2004, Cullen est nommé ministre des Transports. Avec le soutien d'une majorité du Dáil Éireann, il est le ministre responsable de l'introduction en bourse d'Aer Lingus, la compagnie aérienne nationale irlandaise. Selon le gouvernement, cela a été fait car l'UE n'autoriserait pas facilement les investissements directs du gouvernement dans la compagnie aérienne. La vente comprend les créneaux d'accès d'Aer Lingus à divers aéroports, dont l'Aéroport de Londres-Heathrow. Certains critiques de l’époque suggèrent qu’il était important que l’Irlande, en tant que nation insulaire, conserve le contrôle d’une compagnie aérienne afin d’assurer la connectivité avec les pays voisins.
Peu de temps après la privatisation, la compagnie aérienne privée irlandaise Ryanair, tente de prendre le contrôle d'Aer Lingus mais est finalement bloquée par d'autres actionnaires, dont le gouvernement (qui a conservé une part de 28,3 %), les groupes d'employés d'Aer Lingus et l'homme d'affaires irlandais Denis O'Brien. Cullen a toujours soutenu que la vente d'Aer Lingus était "la bonne décision".
À la suite des élections générales de 2007, il est nommé ministre des Affaires sociales et familiales. Le 7 mai 2008, lorsque Brian Cowen devient Taoiseach, Cullen est nommé ministre des Arts, des Sports et du Tourisme.
Cullen annonce sa démission de son poste ministériel et de son poste de député le 8 mars 2010, en raison d'un mal de dos qui l'avait gravement troublé au cours des mois précédents,.